# Sei -say-
Albums de Misono
Never+land
(2007) Me
(2010)
EPs par Misono
Tales with Misono ~Best~
(2009)
Singles
Sei -say- est le 2e album de Misono, sorti sous le label Avex Trax le 16 juillet 2008 au Japon. Il atteint la 20e place du classement de l'Oricon, il reste classé pendant 5 semaines, pour un total de 13 135 exemplaires vendus. Il sort en format CD et CD+DVD; le DVD contient de nouvelles versions des clips présents sur les singles. C'est l'album le plus vendu de Misono à ce jour.

## Liste des titres
Toutes les paroles sont écrites par Misono.
| 1.  | Misono Aji (美苑味)                                                                  | TAKUYA, SJR                          | 1:44 |
| 2.  | Zasetsu Chiten (挫折地点)                                                            | 日向秀和                             | 3:46 |
| 3.  | Ninin Sankyaku (二人三脚)                                                            | Akio Shimizu, PLECTRUM               | 4:28 |
| 4.  | Giza Giza Life (ギザギザLIFE)                                                        | Yumi Nakashima, GO!GO!7188           | 5:19 |
| 5.  | Black & White ~Kuroi Sunglasses Kaketa Hi Kara~ (黒いサングラスかけた日から)         | 日向秀和                             | 3:34 |
| 6.  | Triangle (トライアングル)                                                            | 日向秀和                             | 4:37 |
| 7.  | Hot Time (ホットタイム)                                                              | Yasuhiro Abe, HIDEYUKI Daichi SUZUKI | 5:04 |
| 8.  | Mugen Kigen (夢幻期限)                                                               | 藤井敬之, 音速ライン                 | 4:18 |
| 9.  | Ojiichankko Obaachankko Hinatabokko (おじぃちゃんっこ おばぁちゃんっこ ひなたぼっ子) | 日向秀和                             | 4:42 |
| 10. | Pochi (ポチ)                                                                         | UMU                                  | 3:49 |
| 11. | Hankouki (反抗期)                                                                    | 高田泰介, PLECTRUM                   | 2:49 |
| 12. | Jūnin Toiro (十人十色)                                                               | Yumi Nakashima, GO!GO!7188           | 4:13 |
| 13. | Tamago (たまご)                                                                      | 久保田コータロー                     | 5:29 |
| 14. | Last Song -Sei Ver.- (ラストソング -生 ver.-)                                        | 藤井敬之, 音速ライン                 | 4:50 |
| 15. | Kimi to Watashi no Uta (「君と私のうた」)                                            | Misono                               | 3:49 |

| 1. | Zasetsu Chiten -Box Ver.- (挫折地点)           |  |
| 2. | Jūnin Toiro -10 Misono's Ver.- (十人十色)      |  |
| 3. | Mugen Kigen -Painting Ver.- (夢幻期限)         |  |
| 4. | Ninin Sankyaku -Sei Ver.- (二人三脚 -生 ver.-) |  |